# マイナス (ギリシア神話)

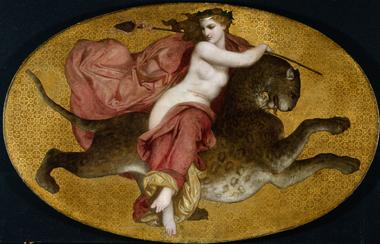
豹に乗ったマイナス
（ウィリアム・アドルフ・ブグロー、1855年）

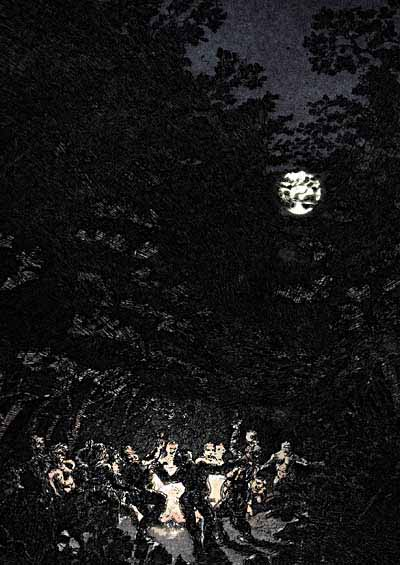
Bacchanal
（Wolfram Gothe、1994年）

マイナス（古代ギリシア語: μαινάς、英語: maenad /ˈmiːnæd/）は、ギリシア神話のディオニューソス（ローマ神話のバックス）の女性信者を指す言葉。複数形はマイナデス（μαινάδες）。バッカイ（βάκχαι）などとも呼ばれる。
マイナスは「わめきたてる者」を語源とし、狂暴で理性を失った女性として知られる。彼女らの信奉するディオニューソスはギリシア神話のワインの神である。ディオニューソスによって、恍惚とした熱狂状態に陥った女性が、暴力、流血、性交、中毒、身体の切断に及んだ。彼女らは通常、キヅタ（常春藤）でできた冠をかぶり、子鹿の皮をまとい、テュルソスを持ち運んでいる姿で描かれる。そこで未開時代に見合った粗野で奔放な踊りを踊る。
ローマ神話では、ディオニューソスに対応するバックスに狐の皮（bassaris）を身につけさせる傾向が強くなった後、マイナスはBassarids（またはBacchae、 Bacchantes）としても知られることとなった。
エウリーピデースの悲劇、『バッコスの信女』の中で、テーバイのマイナデスが自分を崇拝しないということで、ペンテウスがディオニューソス崇拝を禁じた所、マイナデスに殺されてしまった。ディオニューソスはペンテウスの従兄弟だったのだが、彼をマイナデスの待つ森に誘き寄せた。そこでマイナデスはペンテウスを切り裂き、バラバラにした。マイナデスの中には母親アガウエーもまじっており、彼女がわが子の首を切り落とす場面がクライマックスである（その首はライオンのものと信じられていた）。
マイナデスの一党はオルペウスも殺した。
ギリシア芸術において、水とワインを混合する時に用いる混酒器（クラテール）にディオニューソスと戯れるマイナデスがしばしば描かれた。そこでは熱狂したマイナデスが林を駆け、たまたま出会った動物を八つ裂きにし皆殺しにする場面が描かれている。
ディオニューソスの呪いが女性の正気を失わせた他の例は、イーカリオス（→ディオニューソス#神話）、en:Butes、en:Dryas (mythology)、及びミニュアデスを参照されたい。